# 岩倉 (京都市)
岩倉（いわくら）は、京都府京都市左京区南部に位置する地域。ここでは「岩倉」を町名に冠する京都市左京区の各町を包括する広域地名として用いる。

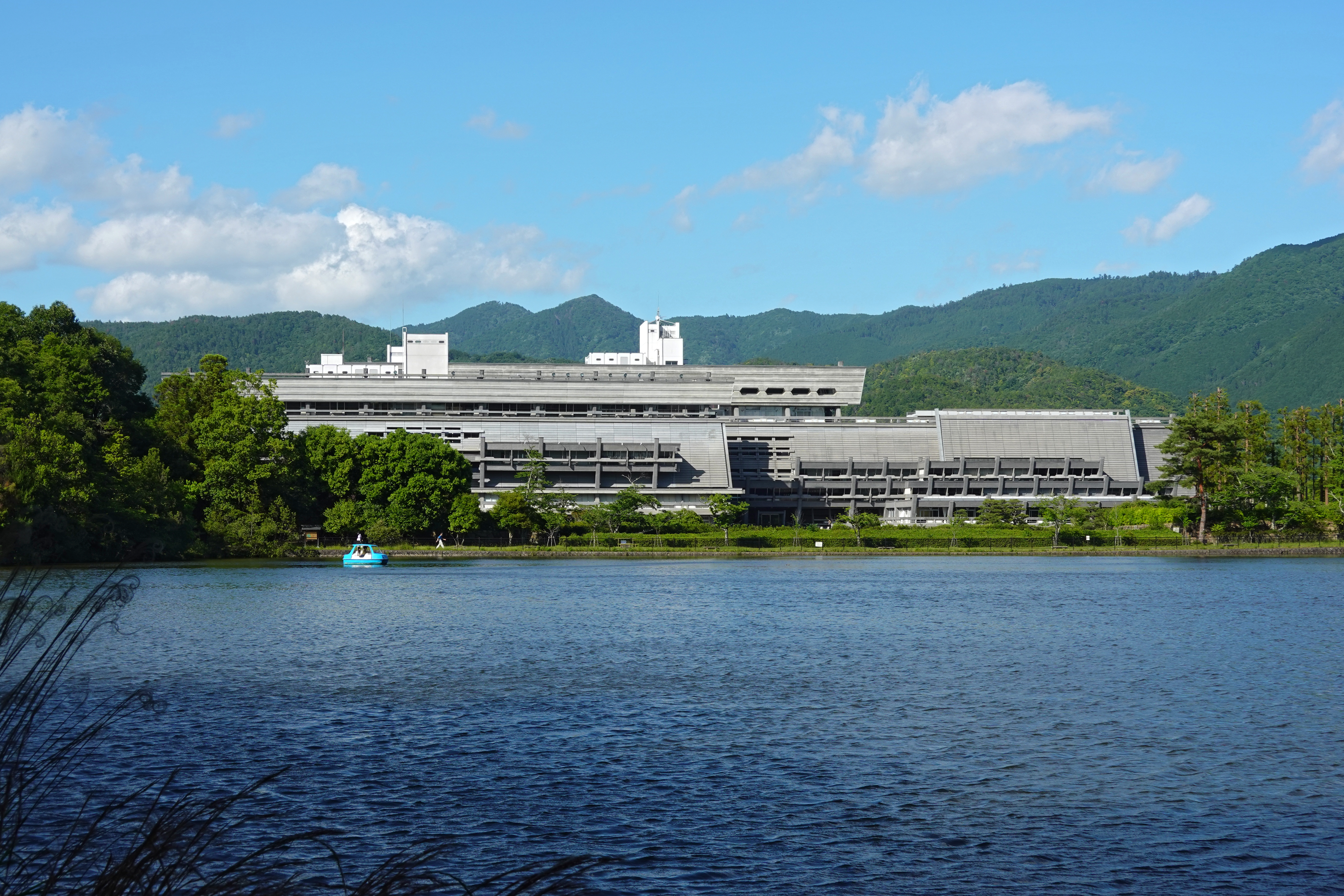
国立京都国際会館（岩倉南大鷺町）

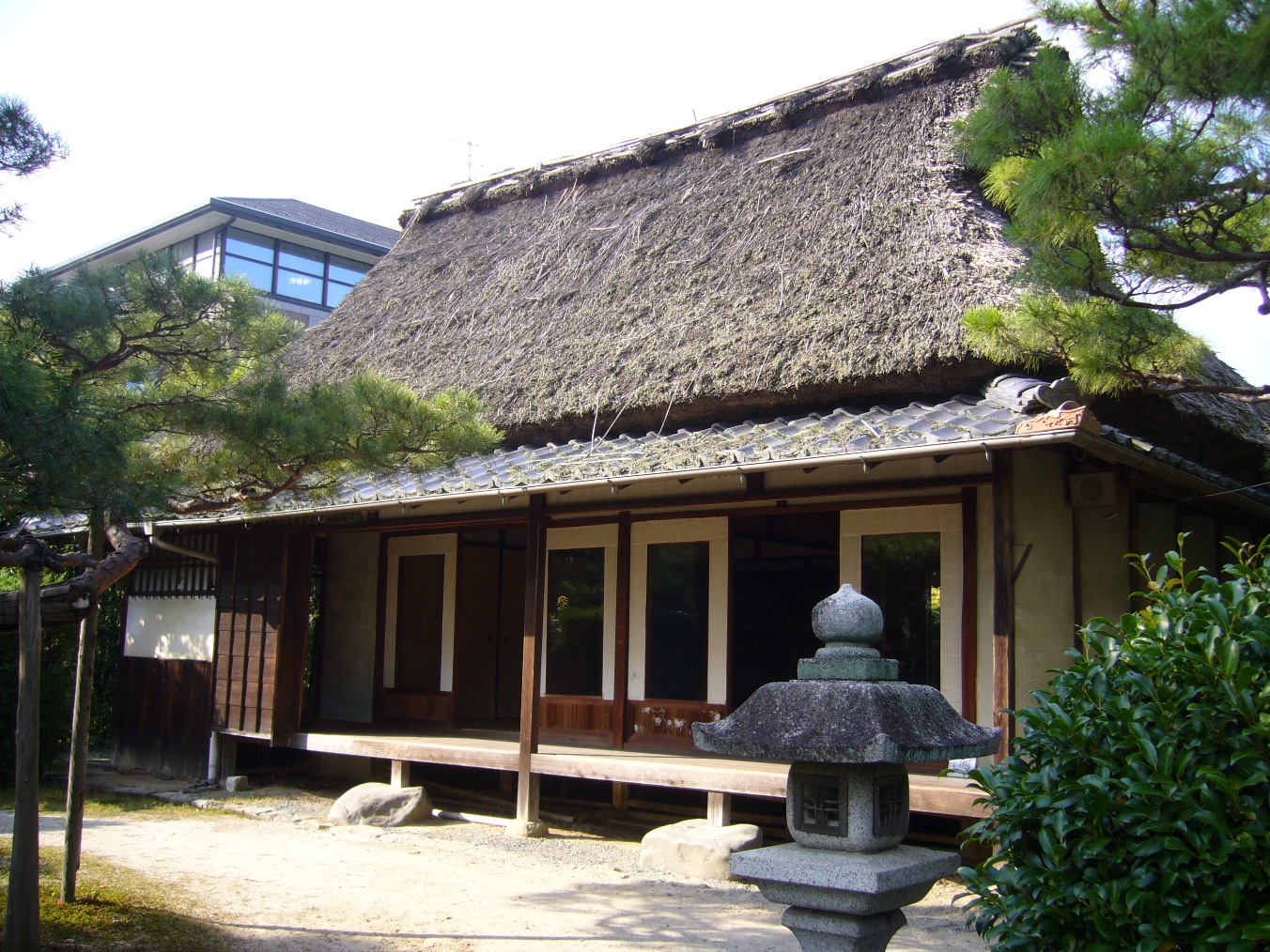
岩倉具視幽棲旧居（岩倉上蔵町）

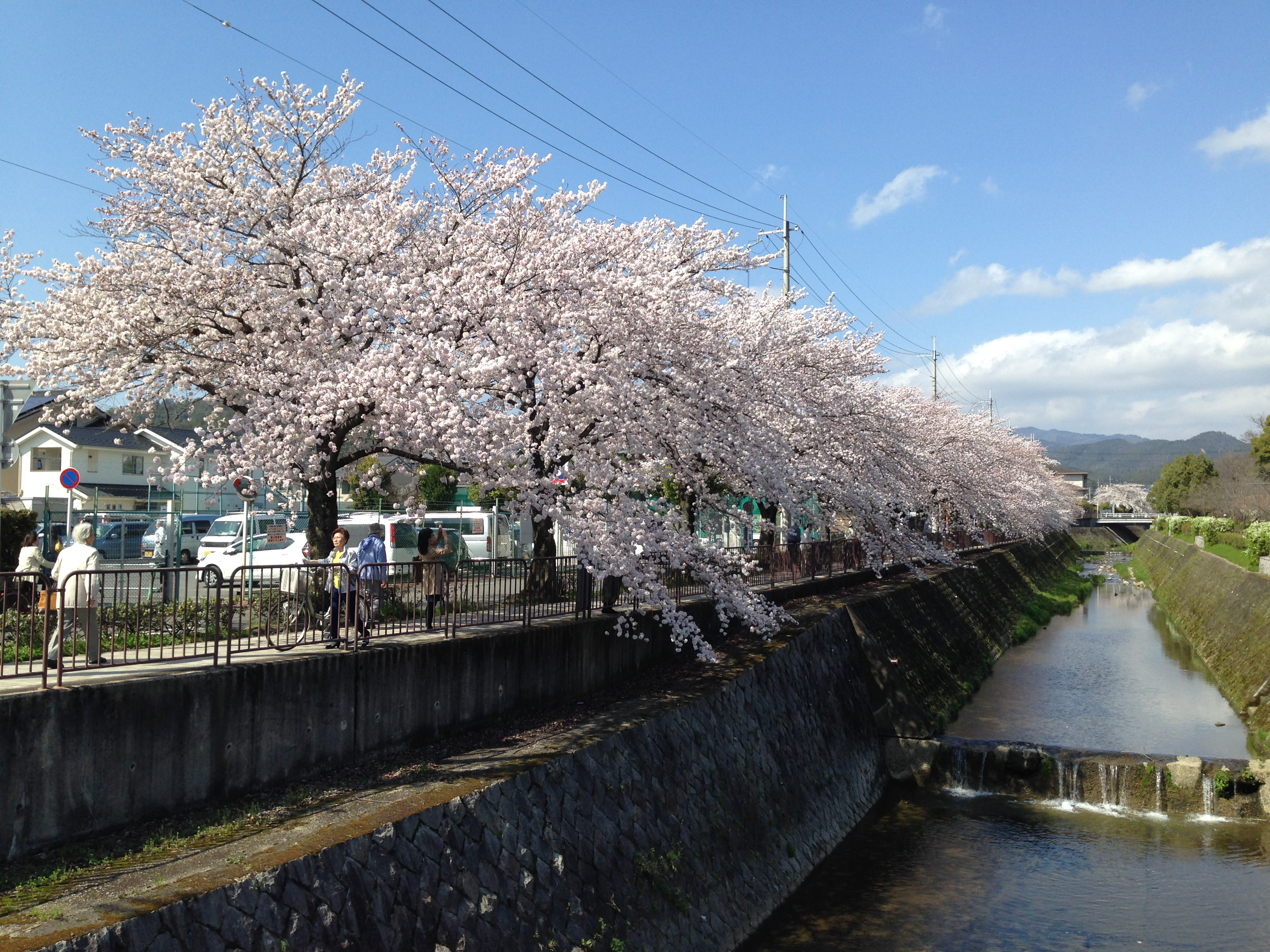
岩倉川の桜並木（岩倉南四ノ坪町）

## 概要
山林部が大半を占める左京区全体で見れば南半部に位置するが、京都市中心部（市街地）からはやや東北に離れた近郊地域である。北方の若丹山地と南方の松ヶ崎丘陵（宝ヶ池周辺の丘陵地）に囲まれた岩倉盆地を中心とする地域で、鉄道や主要道路に沿って形成された小市街地が盆地の中心部になっている。
第二次世界大戦後の急速な開発の進展により、近郊住宅地および文教地区として知られるようになった。大部分が第一種低層住居専用地域であり閑静な住宅地となっているほか、農地や山林部も市街地の周辺にはまだまだ豊かに残っている。
境域はかつての京都府愛宕郡岩倉村にほぼ一致する。

## 地理
岩倉盆地は、花折断層の西側に形成された陥没盆地である。岩倉盆地は主に山地や丘陵の裾に扇状地がみられる。中南部には沖積平野が広がっており、これは松ヶ崎丘陵によって北側からの土砂の流れが妨げられて形成されたものと考えられる。地質的には、山地・丘陵地は丹波帯とよばれる砂岩・チャート・頁岩などによる古生代の岩石層がみられる。扇状地では礫を主体とする堆積物が、沖積平野では泥を主体とする堆積物がみられる。平野の中央部にあたる岩倉下在地町付近の標高は90 m台で、南の上賀茂や松ヶ崎より20 mほど高い。
主要な河川として、盆地中央部を岩倉川、西部を長代川が流れる。国際会館付近で合流した後、東接する上高野地域で高野川に合流する。 その他支流として長谷川、花園川などが存在する。なお、岩倉川支流上流の繁見坂や長代川の上流では谷中分水界がみられる。これは、過去に岩倉川や長代川が北流して静市方面に流れており、京都盆地北縁の沈降の影響で河川争奪が起こり、南流するようになったことを示す形跡と考えられている。
京都市街中心部では、厚さ数百メートルの堆積層があり、基盤岩は地下深くにあるが、岩倉盆地では地表付近にある。露頭もみられ、それが当地の伝統である磐座信仰の背景ともなっている。

## 歴史

### 地名の由来
「岩倉」の名は古代の磐座信仰（天から降臨した神が巨石に安座するというもの）に基づくものであり、現在の山住神社（岩倉西河原町）にある巨石が神体となり「石座（いわくら）神社」（もしくは石座大明神）と称されたのが地名の由来である。（なお石座神社は971(天禄2)年、大雲寺創建の際、その鎮守社として現在地に遷座された。元の石座神社は、新しい石座神社の御旅所として山住神社となった）。また平安京造営時に都の守護のため、京の四方の山上に一切経を納め東西南北の名を冠する4つの岩蔵が設けられた際、この地にもその岩蔵の一つが置かれたことに由来するともいう。平安時代の文献には「石蔵」として現れ、「岩倉」となったのは鎌倉時代以降である。他には「岩蔵」「石倉」「石座」などの表記もあった。

### 古代の岩倉
岩倉の代表的な遺跡として岩倉忠在地遺跡が挙げられ、縄文土器・弥生土器の破片や弥生時代後期後葉 – 古墳時代初頭のものと考えられる土器が出土しているほか、古墳時代初頭を中心とした竪穴建物・柱穴群が確認されている。また、南西には幡枝古墳群、八幡古墳群、本山古墳群など古墳が集中している。5世紀前半から7世紀前葉のものとみられる幡枝古墳群では、銅鏡、管玉、鉄剣が確認されている幡枝1号墳や、木棺直葬墳である幡枝2号墳などが存在する。
飛鳥時代には深泥ヶ池瓦窯跡・岩倉元稲荷窯跡・木野墓窯跡などで瓦・須恵器が生産されて京都盆地の古代寺院に供給されていた。奈良時代にも木野地区に数多くの須恵器窯がつくられて窯業生産地域として発達していた。
また、この周辺では条里制による農業開発が行われていたことも確認されている。
律令制のもとで幡枝の集落は山城国愛宕郡栗野（くるすの）郷、岩倉の集落は小野郷に属した（『和名抄』）。平安時代以降、 大雲寺といった天台宗の寺院が相次いで建立された。

### 中世の岩倉
応仁の乱が勃発すると、戦火を逃れて実相院が大雲寺境内へと移転してきたほか、聖護院（のち現在の左京区聖護院に移転）など多くの寺院・神社が創設され、岩倉はこれら寺社の所領地となった（なかでも岩倉は実相院、長谷は聖護院の所領地として幕末に至った）。
文明12（1480）年には、足利義政が長谷に山荘を営み数年の間移り住んだ。また、後水尾天皇も長谷山荘や幡枝山荘（のちの円通寺）を構えるなど、貴人の別荘地としても用いられた。
また文明年間（1469年 - 1487年）には近江佐々木氏の被官であった山本氏がこの地に勢力を拡大し、是応の峰（旧大雲寺の南）に居城を築いて本拠地とし、岩倉と長谷にまたがる小倉山に山城（小倉山城）を築き、若狭街道の京への出入り口であった岩倉地域を押さえ一大勢力となった。しかし永禄11年（1568年）足利義昭を奉じて上洛した織田信長によって山本氏は危険視され、その攻撃を受け落城、岩倉盆地を撤退し旧領の近江に退いたため、その所領地は禁裏御料地となった。

### 近世の岩倉（山城国愛宕郡下）
江戸時代の岩倉地域には愛宕郡下の村として岩倉川沿いに北岩倉村（岩倉村）・中村、長谷川沿いに長谷村、花園川沿いに花園村、長代川沿いに幡枝村などの村がおかれ、農林業を主要な産業としていた。これらの村は寺社領・公家領もしくは禁裏・法皇の御料地としてさまざまな特権を享受し、地域内に存在する多くの社寺の本山のある京とのつながりを強めていった。
その一方、近世以降の岩倉は精神病の療養地として広く知られるようになった。これは、平安時代以来の古刹である大雲寺が信仰を集め、江戸時代以来、近代医学以前の精神病者を受け入れたためである。心の病に悩む人々が祈願のために集まり、宿屋や茶屋が増え自然発生的にコロニー化した当地は、精神科医療の先進地であるベルギーのへールに例えられ「日本のへール （ゲール）」と呼ばれる。そうした伝統から、岩倉病院を初め多くの病院施設が集中している。村内には療養のため訪れた病者を泊める「茶屋」が多く設けられ、これが明治以降の「保養所」へと発展していった。
幕末の文久2（1862）年から慶応3（1867）年には、公武合体を唱えた公家の岩倉具視が難を避けて一時隠棲していた。その旧居が現在も保存・公開されている。岩倉具視は日夜刺客に狙われ、村民の協力で難を免れたとされる。その恩返しとして、岩倉具視は村民全員に「時は宝なり」と染め抜いた手ぬぐいを配ったほか、岩倉村に金300円を寄付した。この資金をもとに、1876（明治9）年に農業用のため池として花園のはぶ池、翌年に金井谷池（権土池、ごんどいけ）が作られた。。なお、岩倉家の家名は当地に所領を持っていたことからとられており、具視は岩倉家の婿養子である。

### 近代の岩倉（京都府愛宕郡岩倉村）
明治時代に入って1889年の町村制施行で岩倉地域の5ヵ村は岩倉村として統合された。これに先立つ1873年には早くも村立小学校として岩倉小学校が開校、同校はその後「明徳尋常小学校」（現在の明徳小学校）と改称し、その後久しく地域内唯一の公立学校となった。また1884年には実相院近くに「私立岩倉癲狂院」が設立（のち私立岩倉病院と改称）、1945年に閉院となるまで京都府下でも有数の精神科医療の中心となった。明治時代末においてもこの地域は全くの農村であり、農林業を主とし副業も縄綯い・薪とり・かわらけ作りなどであった。村外に出て京都市へと出稼ぎにいく者は限られていたため、村の風習として広く行われていた精神病患者の預かりや里子の養育（岩倉具視・大谷光瑞・東久邇宮稔彦王・朝香宮鳩彦王も岩倉の農家に里子として預けられていたことがある）は、それと引き替えに得られる礼金により乏しい農業収入を補うという意味あいが強かった。
この当時、村内の集落は岩倉盆地北半部（すなわち現在の叡山電鉄鞍馬線以北）に集まっており、それより南の地域は低湿地が多く水田がひろがっていた。また京都へと向かう村の主要な道路は、盆地中心部を通り岩倉盆地中心部を通り狐坂（現在の宝ヶ池トンネル付近）を下って松ヶ崎へと抜けていく「八丁街道」（現在の十王堂橋西 - 岩倉1号踏切 - 椿の道 - 城橋 - 京都グランドプリンスホテル横 - 宝ヶ池旧道 - 狐坂旧道 - 新宮神社前 - 松ヶ崎通旧道）と幡枝から盆地の西側を抜けていくルートの2つがあり、いずれも道幅が狭隘で急な傾斜の坂道があったため荷車の通行に難渋していた。しかし1895年、平安建都1100年を記念して村の東側を通り上高野・修学院へと抜けていく「京街道」（現在の白川通旧道 - 川端通 - 大原道）が拡張改修された結果、村から京都に向かう荷車の往来が格段に便利になって急増し、逆に八丁街道などの古い街道は次第にさびれていった。
さらに1928年（昭和3年）の鞍馬電気鉄道（現叡山電鉄鞍馬線）開通が村にとっての画期となった。山端から市原まで鉄道が延伸され、村内には岩倉・木野の2駅が開業、岩倉地域と京都市内が近代的交通機関で直結されることになった。また同じ頃、京街道を通り盆地東部の三宅八幡と出町柳を結ぶ乗合馬車や洛北自動車（現京都バス）のバス（1922年）が運行を開始し、さらに1925年頃、村の東部から中心部（忠在地町など）を結ぶ道（現在の府道105号岩倉山端線）が拡幅されてバス路線が延伸した（現在の京都バス岩倉線）ため、これにより多くの村民が京都市内に出稼ぎに行ったり通学したりすることが可能になり、次第に出稼ぎ労働の副業収入が米作を中心とする農業収入を圧倒するようになる。八幡前駅に近い花園地区から次第に住宅地が広がっていった。
しかし程なくして本格化した1930年代前半の農業恐慌と、1935年の大水害は村民の生活を直撃し、岩倉村がこのダメージから回復するには長い時間を必要とした。その一方で同時期の1929年には同志社高等商業学校（現・同志社大学商学部）が京都市内から岩倉村に移転することとなり、その後岩倉が文教地区として開発される端緒が作られたが、この際多くの村民が集落から遠く農業に適さない盆地南部の湿地帯の農地を同志社に売却しており、これが現在の同志社岩倉校地の起源となっている。
第二次世界大戦後、通勤・通学など京都市との関係がますます強められていったことを背景に村内では合併の気運が高まり、1949年岩倉村は京都市に編入合併された。

### 戦後の岩倉（京都市左京区岩倉）
京都市合併後、しばらくの間は住民の生活が大きく変化することはなかった。しかし1960年代に、盆地南部の低湿地を埋め立て国立京都国際会館が建設されたのをきっかけに、地区の発展が加速した。国際会館へのアクセス道路として、宝ヶ池通（1965年開通）、白川通（1967年開通）が整備されたことに加え、岩倉盆地を「緑園都市」にする計画のもと、1965年9月に洛北第一地区区画整理事業が決定された。これによりこの地区は近郊地域としてのステイタスを高め、全国最高の地価上昇率を記録した。このため土地相続が困難になった多くの住民はこの地区の農地を手放すようになり、兼業化が進むとともに宅地開発も進展していった。1968年には木野町に京都精華大学が設立され、かつて里親であった農家が家屋を改修して学生下宿を営むなど、地域は文教地区としての色合いを強めていくことになった。同時期、盆地北部でも長谷団地・花園団地など公営団地の建設が始まり、人口増加により明徳小学校から別れて2つの小学校（岩倉北小・南小）が創立された。1960年代後半に始まる以上のような変化を通じ、更に1997年の京都市営地下鉄烏丸線全線開業後は京都駅などへの都心部への利便性が格段に向上するが、第一種低層住居専用地域や第二種中高層住居専用地域に指定されている事から高層マンション群は建設不可能であり、現在の岩倉地域は農地と住宅地が混在する典型的な近郊地域となっている。

### 沿革
ここでは公称町名の変更について述べる。なお、この岩倉地域を含め京都市において住居表示に関する法律に基づく住居表示は実施されていない。京都市編入合併以前の沿革については岩倉村 (京都府)を参照のこと。
- 1949年4月1日：愛宕郡岩倉村の京都市合併に伴い、大字岩倉を分割し、岩倉上蔵町・同西河原町・同忠在地町・同中在地町・同下在地町・同村松町・同木野町・同大鷺町・上高野鷺町の9町を新設。大字花園を分割し、岩倉花園町・同三宅町の2町を新設。また、大字長谷は岩倉長谷町、大字中は岩倉中町、大字幡枝は岩倉幡枝町に改称された。これにより、旧岩倉村域に、「岩倉」を町名に冠する13町と「上高野」を町名に冠する1町が新設された。
- 1980年11月：洛北第一地区土地区画整理事業に伴い、岩倉幡枝町を分割し、岩倉北池田町・同南池田町・同南平岡町を、岩倉下在地町を分割し、岩倉東五田町・同西五田町・同南桑原町・同南四ノ坪町を、岩倉西河原町を分割し、岩倉東宮田町・同西宮田町を、岩倉大鷺町を分割し、岩倉中大鷺町・同南大鷺町・同南三宅町を新設。
- 2014年8月：洛北第二地区土地区画整理事業に伴い、岩倉下在地町を分割し、岩倉三笠町・同北桑原町・同北四ノ坪町を、岩倉西河原町を分割し、岩倉中河原町・同南河原町を、岩倉幡枝町を分割し、岩倉北平岡町・同南木野町を新設。

## 町名と地誌
本地域は「岩倉」を町名に冠する32町から構成されており、旧（愛宕郡）岩倉村の4大字と1小字（1868年に発足した旧京都府に併合された5ヶ村）であった5つの小地区に大別される。

### 岩倉地区
かつての山城国愛宕郡岩倉村および近代の岩倉村（大字）岩倉に相当する。本地域は、北は岩倉村松町、南は京都国際会議場まで、岩倉盆地内で最も多くの面積を占める地域である。
- 岩倉上蔵町（ - あぐらちょう）

町名はかつての小字名「上蔵町(上蔵在地町)」に由来し、洛北の在郷町として早くから発達してきたことを示している。
西部の山域を越えて静市市原町に隣接しており、一部は市原野小学校の学区に含まれている。
- 岩倉中在地町（ - なかざいじちょう/なかざいちちょう）

町名はかつての小字名「中在地町」に由来し、洛北の在郷町として早くから発達してきたことを示している。
- 岩倉忠在地町（ - ちゅうざいじちょう/ちゅうざいちちょう）

町名はかつての小字名「忠在地町」に由来し、洛北の在郷町として早くから発達してきたことを示している。旧岩倉村役場や岩倉駅、かつて岩倉唯一の小学校であった明徳小学校や洛北中学校の所在地となるなど、近代以降に岩倉地域の中心として発展してきた地区である。戦後南半部で開発が進み府道105号岩倉山端線沿いに商業施設・金融機関が集中し商店街を形成している。
- 岩倉下在地町（ - しもざいじちょう/しもざいちちょう）

町名はかつての小字名「下在地町」に由来し、洛北の在郷町として早くから発達してきたことを示している。
- 岩倉西河原町（ - にしがわらちょう）

町名はかつての小字名「西河原町」に由来する。
- 岩倉北四ノ坪町（ - きたよんのつぼちょう）
- 岩倉南四ノ坪町（ - みなみよんのつぼちょう）

上記2町の町名はかつての小字名「四ノ坪（しのつぼ）」に由来する。地名に残る「四ノ坪」は、条里制で土地が区切られていた名残であると考えられている。現在の街路が京都市内中心部とは異なり若干東西南北から傾いているのも条里制が原点となっている。
- 岩倉大鷺町（ - おおさぎちょう）

町名はかつての小字名「大鷺」の地名に由来する。岩倉忠在地遺跡の内、古墳時代の集落遺跡が発掘され、古い時代から開発が進んでいたこの地域の中心であったことが知られる。同志社岩倉校地が所在するなど、文教地区としても知られる。
- 岩倉中大鷺町（ - なかおおさぎちょう）

町名は大鷺町より分割して設置されたことに由来する。
- 岩倉南大鷺町（ - みなみおおさぎちょう）

町名は大鷺町から分割して設置されたことに由来する。
- 岩倉西五田町（ - にしごたちょう）
- 岩倉東五田町（ - ひがしごたちょう）

上記2町の町名はかつての小字名「五田」に由来する。
- 岩倉北桑原町（ - きたくわばらちょう）
- 岩倉南桑原町（ - みなみくわばらちょう）

上記2町の町名はかつての小字名「桑原」に由来する。
- 岩倉中河原町（ - なかがわらちょう）

町名は(旧)岩倉西河原町の中部に位置したことに由来する。
- 岩倉南河原町（ - みなみがわらちょう）

町名は(旧)岩倉西河原町の南部に位置したことに由来する。
- 岩倉西宮田町（ - にしみやたちょう）
- 岩倉東宮田町（ - ひがしみやたちょう）

上記2町の町名はかつての小字名「宮田」に由来する。
- 岩倉三笠町（ - みかさちょう）

町名はかつての小字「脇」にあった地名「三笠」に由来する。
- 岩倉村松町（ - むらまつちょう）

町名は地域の通称名「村松」に由来し、岩倉地区の最北に位置する。大坂夏の陣に馳せ参じた越後村松の上杉勢の一部が大坂落城のあと、岩倉に身を潜めた（一説に本能寺の変の折、豊臣秀吉と呼応して織田信長の救援に来た越後勢の一部が、事遅れ志ならず、岩倉に住みついたという）。その土地が岩倉村松であるという伝承が残る。また、村松団地造成の際、岩倉中在地遺跡が発掘され、縄文時代から江戸時代にかけての石器や土器、銅銭などが出土した。

### 中地区
かつての山城国愛宕郡中村および近代の岩倉村（大字）中に相当。本地域の中央部に位置する。
- 岩倉中町（ - なかちょう）

町名の「中」はかつての大字名に由来し、室町時代に「中村郷」という名称で現れる。岩倉盆地の中央に位置していることによる。中の人々はかつて下鴨神社の神領地の一つであった現在の京都市北区栗栖野より移住した者といわれ、下鴨御祖神社（下鴨神社）の神人として、今も葵祭や御蔭祭には諸役を勤める慣わしがある。

### 長谷地区
かつての山城国愛宕郡長谷村および近代の岩倉村（大字）長谷に相当。本地区の東北部に位置する。
- 岩倉長谷町（ - ながたにちょう）

町名の「長谷」はかつての大字名に由来し、平安時代以来の古い地名であって歌枕とされている。平安時代には普門寺や解脱寺などの寺院が建立され、古くから貴人の隠棲地として知られていた。普門寺の跡地に創建されたと伝えられる聖護院は、平安時代末期に京へ移転したのち、室町時代に応仁の乱の戦火を逃れて再び長谷へと移されたと伝承される。また、政務を嫌った前将軍・足利義政が参籠した解脱寺の宿坊として長谷聖護院山荘が造営され、東山山荘（のちの慈照寺）造営以前にしばしばこの山荘に赴き居所としていたことが知られている。

### 花園地区
かつての山城国愛宕郡花園村および近代の岩倉村（大字）花園に相当。本地区の東南部に位置する。
- 岩倉花園町（ - はなぞのちょう）

町名の「花園」はかつての大字名に由来し、室町時代以来の地名である。後三条天皇の孫である源有仁（花園左大臣）がこの地に花園を造営したことによる（一説に、源有仁の子孫一族がこの地に移り住んだことに由来する）とも、花園上皇が康永元(1342)年に妙心寺を創建した際、清原家領が寺地にとりこまれることになったため、その替え地として、この地が清原良枝に下賜されたことによるものともいう。
- 岩倉三宅町（ - みやけちょう）

町名はかつての小字「三宅」に由来する。上高野三宅町に鎮座する三宅八幡宮は地図上は旧村域外にあったが、一の鳥居が旧村内にあり、当地との関係が深い。
- 岩倉南三宅町（ - みなみみやけちょう）

町名は三宅町から分割して設置されたことによる。

### 木野地区
かつての山城国愛宕郡木野村および近代の岩倉村（大字）岩倉（小字）木野に相当。幡枝地区の北に位置し、その面積の多くを山林が占める。上蔵町と同じく、一部が市原野小学校の学区に含まれる。
- 岩倉木野町（ - きのちょう）

町名の「木野」はかつての村名および小字名に由来する。木野の住民は、古くは山城国葛野郡嵯峨村の深草に住んでいて、愛宕神社、野々宮社の神職につき、その傍ら土器(かわらけ)を製造し、朝廷に納めていた「土器師」であった。室町時代の応仁年間（1464～1469）に、良質の陶土を求めて幡枝の福枝（幡枝東部）に移り住み、後の元亀3（1572）年には、当時足利将軍に仕えていた岩倉小倉山領主・山本氏の支配地域である「木野芝」の地を拝領し、土器の製造を行った。その後さらに住居を木野に移して開拓を始め、今日の木野集落をなした。文禄・慶長年間（1592～1615）には嵯峨の愛宕神社、野々宮社の神を勧請し、木野愛宕神社が造営された。今も木野に多い 藤木・藤本・藤井・椹木・藤田 の五姓は、嵯峨の愛宕神社、野々宮社の神官及び土器師たちの末裔という。

### 幡枝地区
かつての山城国愛宕郡幡枝村および近代の岩倉村（大字）幡枝に相当。岩倉盆地の西部から西南部に位置する。
- 岩倉幡枝町（ - はたえだちょう）

町名の「幡枝」はかつての大字名に由来し、平安時代後期以来の古い地名である。古来、「鉾枝・波多枝・旗枝」とも称されたが、石清水八幡宮を勧請し、王子山八幡宮（現在の幡枝八幡宮）が創建されたことを機に「八幡の枝分かれ」として「幡枝」に改称したという。町内には、幡枝古墳群・八幡古墳群・本山古墳群・ケシ山古墳群など、多くの古墳群が所在している。また、飛鳥時代、北野廃寺に供給される瓦を製造した元稲荷窯跡や、延喜式に記され、平安京造営の際、瓦を供給した「小野栗栖野両瓦窯」に比定される栗栖野瓦窯跡など、京都の歴史上重要な瓦を産する窯跡が発掘された。中世には嵯峨野の土器師が幡枝村の「福枝」に移住し、土器の製造をおこなった。円通寺を初めとして古い歴史を持つ寺院が多い。
- 岩倉南池田町（ - みなみいけだちょう）町名はかつての小字名「南池田」に由来する。
- 岩倉北池田町（ - きたいけだちょう）町名はかつての小字名「北池田」に由来する。
- 岩倉南平岡町（ - みなみひらおかちょう）
- 岩倉北平岡町（ - きたひらおかちょう）上記2町の町名はかつての小字名「平岡」に由来する。
- 岩倉南木野町（ - みなみきのちょう）町名は、木野町の南側にあることに由来する。かつての岩倉村(大字)幡枝(小字)「枝ヶ前」に相当。

## 諸施設・機関

### 公共機関
- 岩倉交番（岩倉中町)
- 京都市岩倉地域包括支援センター(岩倉大鷺町)

### 教育機関
大学
- 京都精華大学（岩倉木野町）
- 京都産業大学第2グラウンド（岩倉木野町）
- 佛教大学総合グラウンド（岩倉上蔵町）
- 同志社大学野球場・大成寮（岩倉大鷺町）・壮図寮（岩倉忠在地町）

高等学校
- 同志社高等学校（岩倉大鷺町）
- 京都府立北稜高等学校（岩倉幡枝町）

中学校
- 同志社中学校（岩倉大鷺町）
- 京都市立洛北中学校（岩倉忠在地町）

小学校
- 同志社小学校（岩倉大鷺町）
- 京都市立岩倉南小学校（岩倉下在地町）
- 京都市立明徳小学校（岩倉忠在地町）
- 京都市立岩倉北小学校（岩倉忠在地町）

### 宗教施設
寺院
- 実相院（岩倉上蔵町）
- 大雲寺（岩倉上蔵町）
- 浄念寺（岩倉上蔵町）
- 正行院（岩倉村松町）
- 住心院（岩倉村松町）
- 西蓮寺（岩倉村松町）
- 長源寺（岩倉長谷町）
- 西願寺（岩倉花園町）
- 三縁寺（岩倉花園町）
- 長栄寺（岩倉花園町）
- 高樹院（岩倉花園町）
- 大超寺（岩倉花園町）
- 西福寺（岩倉忠在地町）
- 来迎院（岩倉忠在地町）
- 心光院（岩倉下在地町）
- 是心寺（岩倉下在地町）
- 円通寺（岩倉幡枝町）
- 妙満寺（岩倉幡枝町）
- 専修寺（岩倉幡枝町）
- 愛染院（岩倉幡枝町）
- 信養院（岩倉幡枝町）
- 本光院（岩倉幡枝町）

神社
- 愛宕神社（岩倉木野町）
- 幡枝八幡宮（岩倉幡枝町）
- 神明神社（岩倉花園町）
- 妙見神社/妙見堂（岩倉花園町）
- 長谷八幡宮（岩倉長谷町）
- 元八幡宮（岩倉上蔵町）
- 石座神社（岩倉上蔵町）
- 山住神社（岩倉西河原町） - 本来の「石座神社」。現在は石座神社の御旅所。
- 梅ノ宮神社（岩倉中町）
- 三嶋明神 美名越乃社（岩倉木野町）

キリスト教会
- ノートルダム教育修道女会（岩倉幡枝町）
- 平安教会（岩倉東五田町）

### 医療機関
- 洛陽病院（岩倉上蔵町）
- いわくら病院（岩倉上蔵町）
- 北山病院（岩倉上蔵町）
- 第二北山病院（岩倉上蔵町）

### 郵便局
- 京都岩倉幡枝郵便局（岩倉幡枝町）
- 京都岩倉郵便局（岩倉中町）

### 企業
- 世界思想社教学社（岩倉南桑原町） - 出版社。

### 団地
- 府営岩倉団地（岩倉上蔵町）
- 府営長谷団地（岩倉長谷町）
- 分譲マンション村松団地（岩倉中在地町）

### 集会所・公民館
- 岩倉中央集会所（岩倉西河原町）
- 木野町公民館（岩倉木野町）
- 幡枝町公民館（岩倉幡枝町）
- 池田町公民館（岩倉北池田町）
- 村松団地集会所（岩倉村松町）
- 石倉町集会所（岩倉長谷町）

### 公園
- 村松緑地（岩倉村松町）
- 村松児童公園（岩倉村松町）
- 村松第二公園（岩倉村松町）
- 村松第三公園（岩倉村松町）
- 村松団地公園（岩倉村松町）
- 長谷土田公園（岩倉長谷町）
- 長谷馬場南公園（岩倉長谷町）
- 第二長谷北公園（岩倉長谷町）
- 長谷南児童公園（岩倉長谷町）
- 長谷西児童公園（岩倉長谷町）
- 長谷西第二公園（岩倉長谷町）
- 長谷東児童公園（岩倉長谷町）
- 長谷団地公園（岩倉長谷町 長谷団地）
- 石倉児童公園（岩倉長谷町）
- 忠在地中公園（岩倉長谷町）
- 忠在地公園（岩倉忠在地町）
- 忠在地北公園（岩倉忠在地町）
- 忠在地南公園（岩倉忠在地町）
- 岩倉東公園（岩倉忠在地町）
- 中在地北公園（岩倉中在地町）
- 中在地南公園（岩倉中在地町）
- 岩倉児童公園（岩倉上蔵町）
- 岩倉団地公園（岩倉上蔵町 岩倉団地）
- 中町児童公園（岩倉中町）
- 中下在地公園（岩倉下在地町）
- 下在地第二公園（岩倉下在地町）
- 岩倉西河原公園（岩倉西河原町）
- 岩倉中河原公園（岩倉中河原町）
- 岩倉南公園（岩倉南河原町）
- 南四ノ坪公園（岩倉南四ノ坪町）
- 花園西児童公園（岩倉花園町）
- 花園児童公園（岩倉花園町）
- 花園第二公園（岩倉北花園町）
- 花園東児童公園（岩倉花園町）
- 花園東第二公園（岩倉花園町）
- 北園（岩倉大鷺町） - 宝が池公園の一部。
- 三宅児童公園（岩倉三宅町）
- 岩倉池田公園（岩倉北池田町）
- 幡枝庄田公園（岩倉幡枝町）
- 幡枝御反田公園（岩倉幡枝町）
- 幡枝石清水公園（岩倉幡枝町）
- 幡枝石清水第二公園（岩倉幡枝町）
- 西幡枝公園（岩倉幡枝町 比叡見ヶ丘住宅街）
- 東幡枝公園（岩倉幡枝町 比叡見ヶ丘住宅街）
- 幡枝第一公園（岩倉幡枝町 一条山住宅街）
- 幡枝第二公園（岩倉幡枝町 一条山住宅街）
- 幡枝くるすの公園（岩倉幡枝町）
- 岩倉長尾公園（岩倉幡枝町）

### その他施設・機関
- 国立京都国際会館（岩倉南大鷺町）
- ザ・プリンス 京都宝ヶ池（岩倉幡枝町）
- 岩倉民芸資料館（岩倉西河原町）
- 京都市岩倉図書館（岩倉下在地町）
- 岩倉共同墓地（岩倉西河原町）
- 岩倉こひつじ保育園（岩倉三宅町）
- 京都たから保育園（岩倉幡枝町）

### 史跡
- 岩倉具視幽棲旧宅（岩倉上蔵町）
- 栗栖野瓦窯跡（岩倉幡枝町）
- 岩倉忠在地遺跡（岩倉忠在地町・大鷺町一帯） - 古墳時代の集落遺跡。
- 伝 解脱寺閼伽井跡（岩倉長谷町）
- 朗詠谷（岩倉長谷町）

## 交通

### 道路
- 京都府道105号岩倉山端線
- 京都府道106号神山岩倉停車場線
- 幡枝葵森線
- 宝ヶ池通
- 岩倉中通

### 鉄道
- 叡山電鉄鞍馬線
  - 八幡前駅（岩倉三宅町）
  - 岩倉駅（岩倉忠在地町）
  - 木野駅（岩倉幡枝町）
  - 京都精華大前駅 - 駅自体は隣接する静市地域（静市市原町）に所在するが岩倉地域に隣接。
  - 二軒茶屋駅 - 同上。
- 京都市営地下鉄烏丸線
  - 国際会館駅（岩倉南大鷺町）

### バス
- 京都市営バス
  - 岩倉操車場（岩倉東五田町）
- 京都バス